# Periοchi tamieftiron proin Limnis Karlas
Periοchi tamieftiron proin Limnis Karlas este o arie protejată (arie de protecție specială avifaunistică — SPA) din Grecia întinsă pe o suprafață de 12.669,17 ha, integral pe uscat.

## Localizare
Centrul sitului Periοchi tamieftiron proin Limnis Karlas este situat la coordonatele 39°29′51″N 22°48′25″E / 39.497636°N 22.806864°E.

## Înființare
Situl Periοchi tamieftiron proin Limnis Karlas a fost declarat arie de protecție specială avifaunistică în martie 2010 pentru a proteja 50 de specii de animale.

## Biodiversitate
Situată în ecoregiunea mediteraneană, aria protejată nu include niciun habitat protejat.
La baza desemnării sitului se află mai multe specii protejate de  păsări (50): rață sulițar (Anas acuta), rață pitică (Anas crecca), rață mare (Anas platyrhynchos), lăstunul mare (Apus apus), stârc cenușiu (Ardea cinerea), rață-cu-cap-castaniu (Aythya ferina), rața moțată (Aythya fuligula), pasărea ogorului (Burhinus oedicnemus), șorecarul comun (Buteo buteo), ciocârlie-cu-degete-scurte (Calandrella brachydactyla), fugaci roșcat (Calidris ferruginea), fugaci mic (Calidris minuta), bătăuș (Calidris pugnax), caprimulg (Caprimulgus europaeus), chirighiță-cu-aripi-albe (Chlidonias leucopterus), erete vânăt (Circus cyaneus), acvilă țipătoare (Clanga clanga), prepeliță (Coturnix coturnix), lebădă de vară (Cygnus olor), lăstun de casă (Delichon urbicum), ciocănitoare de grădină (Dendrocopos syriacus), egretă mică (Egretta garzetta), Emberiza melanocephala, șoim de iarnă (Falco columbarius), șoim călător (Falco peregrinus), lișiță (Fulica atra), scoicar (Haematopus ostralegus), piciorong (Himantopus himantopus), rândunică (Hirundo rustica), Iduna pallida, stârc pitic (Ixobrychus minutus), sfrâncioc roșiatic (Lanius collurio), sfrânciocul cu frunte neagră (Lanius minor), sfrâncioc cu cap roșu (Lanius senator), Leiopicus medius, rață fluierătoare (Mareca penelope), prigoare (Merops apiaster), cormoran mic (Microcarbo pygmaeus), codobatura galbenă (Motacilla flava), muscar sur (Muscicapa striata), stârc de noapte (Nycticorax nycticorax), pietrar mediteranean (Oenanthe hispanica), vrabie negricioasă (Passer hispaniolensis), ploier auriu (Pluvialis apricaria), corcodel mare (Podiceps cristatus), corcodel-cu-gât-negru (Podiceps nigricollis), Spatula clypeata, turturică (Streptopelia turtur), fluierar negru (Tringa erythropus), fluierar de mlaștină (Tringa glareola).